# Euphorbia kanaorica
Euphorbia kanaorica — вид рослин із родини молочайних (Euphorbiaceae), зростає у Гімалаях.

## Опис
Це лежаче-висхідна гола дещо м'ясиста багаторічна трава заввишки до 15 см, але частіше всього лише 5–7 см з численними квітковими стеблами, що ростуть із тонкого жилистого кореневища. Стеблові листки чергові, на дуже короткій ніжці, пластини яйцюватої форми, 2–12 × 1–6 мм, тупі, закруглені. Суцвіття — несправжні зонтики 3–4-променеві, промені до 3–4 разів подвійні. Квітки жовті. Період цвітіння: червень — серпень; період плодоношення: липень — серпень. Коробочки округло-трилопастні, 3–4 × 3–4 мм, ± гладкі або злегка зернисті на кілях, блідо-зелені. Насіння яйцеподібне, 2 × 1.5 мм, округло-шестикутне, блідо-сіре.

## Поширення
Зростає у Гімалаях: Афганістан, Пакистан, Західні Гімалаї.